# Bupleurum lancifolium
Bupleurum lancifolium là một loài thực vật có hoa trong họ Hoa tán. Loài này được Hornem. mô tả khoa học đầu tiên năm 1813.

## Hình ảnh

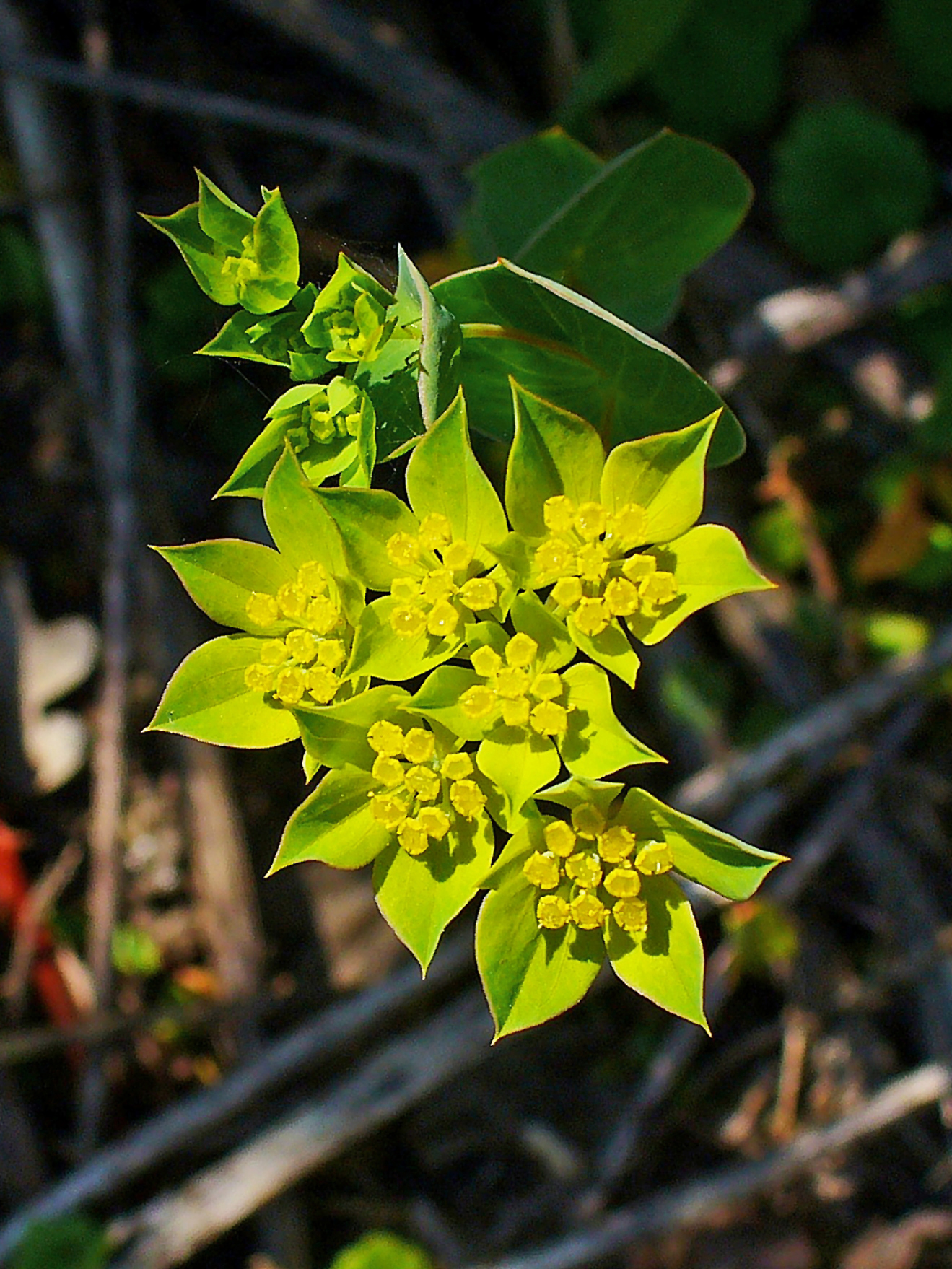
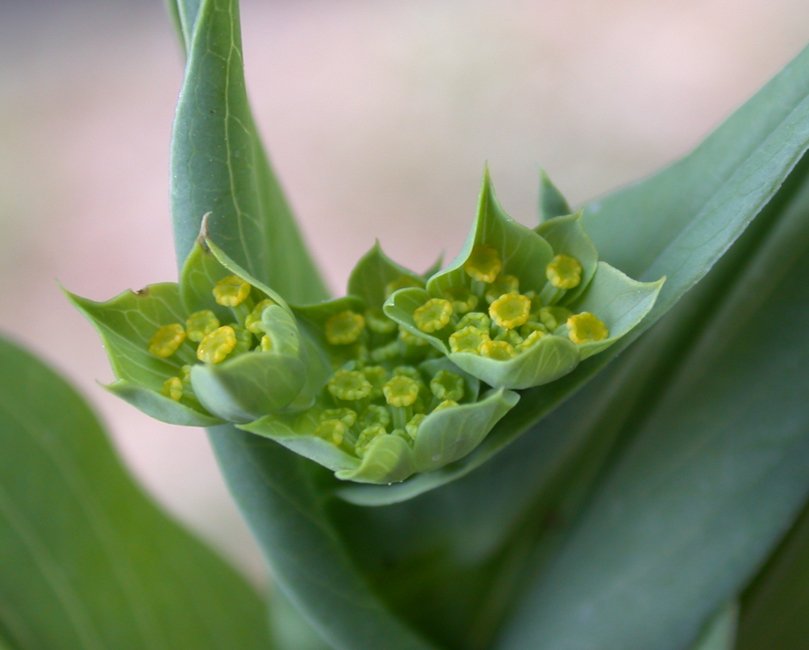